# Bataille de Nassiriya
Guerre d'Irak
La bataille de Nassiriya est livrée lors de l'opération liberté irakienne, opposant les forces de la Coalition (Américains et Britanniques) à l'armée irakienne et aux paramilitaires Fedayin, du 23 mars au 1er avril 2003.

## Contexte historique
Après les succès des forces américano-britanniques à Al Faw et Umm Qasr (voir bataille d'Al Faw et bataille d'Umm Qasr), les troupes de la Coalition progressent rapidement dans le Sud irakien sans rencontrer de véritable résistance. 
La ville de Nassiriya marque toutefois un frein à cette progression : les forces irakiennes (composées de la 11e division d'infanterie et de paramilitaires des Fedayin ainsi que d'unités de la Garde républicaine) sont déterminées à la défendre.

## Déroulement de la bataille
La bataille débute le 23 mars lorsqu'un convoi de l'armée américaine est pris en embuscade par les Irakiens : 11 soldats US sont tués et 6 capturés. Les survivants parviennent à contenir les contre-attaques irakiennes pendant plusieurs minutes avant d'être secourus par la 2e brigade expéditionnaire de Marines. 
Après le sauvetage des soldats qui ont réussi à s'échapper de l'embuscade, la 2e brigade expéditionnaire des Marines, surnommée « Task Force Tarawa » se dirige vers le nord de la ville et s'empare de deux ponts majeurs traversant le « canal Saddam ». 18 Marines seront tués dans les combats urbains, dont 1 par tir ami lorsque des avions A-10 Thunderbolt II ont confondu une compagnie de Marines avec des soldats irakiens.
Nassiriya sera entièrement sécurisée le 1er avril après que les Américains seront venus à bout de la résistance irakienne.